# Polevansia rigida
Polevansia rigida är en gräsart som beskrevs av De Winter. Polevansia rigida ingår i släktet Polevansia och familjen gräs. Inga underarter finns listade i Catalogue of Life.